# Лігота-Прушковська
Лігота-Прушковська (пол. Ligota Prószkowska) — село в Польщі, у гміні Прушкув Опольського повіту Опольського воєводства.
Населення — 855 осіб (2011).

## Демографія
Демографічна структура станом на 31 березня 2011 року:
|          | Загалом | Допрацездатний вік | Працездатний вік | Постпрацездатний вік |
| -------- | ------- | ------------------ | ---------------- | -------------------- |
| Чоловіки | 398     | 66                 | 283              | 49                   |
| Жінки    | 457     | 71                 | 274              | 112                  |
| Разом    | 855     | 137                | 557              | 161                  |